# Savage Amusement
Savage Amusement es el décimo álbum de estudio de la banda alemana de hard rock y heavy metal Scorpions, publicado en 1988 por los sellos Harvest/EMI para Europa y por Mercury Records para los Estados Unidos. Su grabación estuvo marcada por conflictos internos, como la presión por repetir el éxito de Love at First Sting de 1984 y la imposición por parte de su management y PolyGram —empresa matriz del sello Mercury— de incorporar elementos del glam metal, subgénero del metal que imperaba en el mercado estadounidense. Sin embargo, la principal disputa ocurrió entre la banda y Dieter Dierks, ya que el productor quería replicar el sonido del álbum Hysteria de Def Leppard, plagado de efectos de estudio y digitalización. Si bien la banda no estaba de acuerdo, siguió trabajando con el productor sabiendo de antemano que esta sería su última colaboración.
Los desacuerdos entre los músicos y Dierks atrasó todo el proceso, así que su grabación tomó alrededor de dos años y medio. Algunos de los músicos no quedaron conformes con la tecnología empleada, porque consideraron que el álbum sonaba «rígido». A su vez, el acercamiento hacia el glam metal se reflejó en el estilo de composición, puesto que las canciones estaban «llenas de clichés y música forzada». Una vez que salió al mercado, recibió reseñas mixtas por parte de la crítica especializada; algunos medios lo destacaron como una buena continuación de Love at First Sting, mientras que otros lo consideraron una decepción y sobreproducido, pero con algunos buenos momentos. A pesar de aquello, logró buenas posiciones en las listas musicales de varios países. Por ejemplo, entró entre los diez álbumes más vendidos en Alemania, Estados Unidos, Noruega, Suecia y Suiza, mientras que en Finlandia llegó hasta el primer lugar. Asimismo, recibió varias certificaciones de disco de oro y platino.
Para promocionarlo, se lanzaron tres sencillos en un lapso menor a un año: «Rhythm of Love», «Believe In Love» y «Passion Rules the Game». Aunque «Rhythm of Love» obtuvo el cuarto lugar en Polonia y el octavo en Francia, en general, los tres lograron posiciones modestas en los recuentos musicales. Al día después de la publicación oficial del disco, el 17 de abril de 1988, la banda comenzó en Leningrado su respectiva gira promocional. Con más de 140 conciertos, esta les permitió tocar por la Norteamérica anglosajona y Europa hasta el 13 de agosto de 1989.
Cabe señalar que Savage Amusement marcó el fin de las relaciones laborales de la banda con el productor Dieter Dierks, el sello Harvest Records y con el mánager David Krebs. Por otro lado, en 2015, como parte de la celebración del 50.º aniversario de la banda, se remasterizó con seis pistas adicionales: una versión de «Can't Explain» de The Who, las maquetas de las canciones descartadas «Taste of Love» y «Fast and Furious» y las versiones demo de «Edge of Time», «Living for Tomorrow» y «Dancing with the Moonlight». Además, contó con un DVD que incluía videoclips, un breve documental sobre el álbum y el video remasterizado de To Russia With Love and Other Savage Amusement, publicado originalmente en 1988.

## Antecedentes

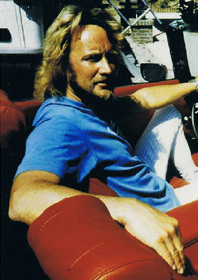
La disputa entre la banda y el productor Dieter Dierks (en la fotografía de mediados de los ochenta) sobre la dirección del álbum, derivó en el atraso de su grabación

En 1984 Scorpions editó su noveno álbum de estudio Love at First Sting, que los ayudó a afianzar aún más su carrera en los principales mercados musicales del mundo. Su respectiva gira promocional consiguió una positiva aceptación por parte del público, puesto que durante las presentaciones de 1984, la banda tocó ante más de 2,2 millones de personas. Posteriormente, el tour se extendió para 1985 con ocho conciertos en Japón, cuatro en los Estados Unidos y participaciones en el festival de Knebworth en Inglaterra y en la primera edición del Rock in Rio en Brasil. Los sellos Harvest/EMI y Mercury Records aprovecharon el éxito tanto del álbum como de la gira y el 17 de junio de 1985 sacaron al mercado el álbum en vivo World Wide Live. El doble disco en directo replicó el triunfo de su antecesor, ya que hasta agosto de 1986 se habían vendido cerca de cinco millones de copias a nivel mundial. Asimismo, en agosto de 1985, se publicó una versión en video de larga duración en el formato VHS y estaba compuesto de once canciones (diez en vivo y una en estudio para los créditos finales), entrevistas y metrajes de los viajes durante la gira de Love at First Sting.
Scorpions había considerado publicar un nuevo trabajo de estudio para entonces y el 15 de noviembre de 1985 le envió un casete con catorce canciones a 
Dieter Dierks, pero el productor rechazó la maqueta a excepción de dos temas. El baterista Herman Rarebell señaló que se sintieron decepcionados después de que el productor los mandara a casa para que les trajeran nuevas canciones. De acuerdo con los músicos, había una enorme presión por hacer el sucesor del exitoso Love at First Sting y es por eso que Dierks quería hacer el álbum perfecto. Más tarde, entre agosto y septiembre de 1986, la banda realizó algunas presentaciones por Europa, entre ellas fue parte del cartel del festival Monsters of Rock en sus versiones en Inglaterra, Alemania y Suecia. En determinados espectáculos, tocaron una nueva canción llamada «Rock My Car», que había sido parte de la mencionada maqueta. Después de que la gira Love at First Sting Tour terminara el 5 de septiembre de 1986 en Madrid (España), los músicos regresaron a Alemania para iniciar el proceso de grabación del nuevo álbum. Aunque la relación entre ellos y el productor estaba pasando por un severo quiebre, siguieron trabajando juntos por el bien del futuro disco.
Por aquel tiempo, la industria del rock ya no era la misma de cuando la banda publicó Love at First Sting en 1984. Su mánager David Krebs les comentó que el «paradigma del negocio ha cambiado» y ahora el glam metal era el fenómeno del momento. Los sellos discográficos sabían que parte del éxito de agrupaciones como Bon Jovi era la ostentosa imagen y MTV jugaba un rol importante en la promoción de álbumes gracias a la emisión constante de videoclips. Por esa razón, Krebs y PolyGram, la empresa matriz de Mercury Records, los impulsaron a que adoptaran el estilo del glam en su sonido para igualar la popularidad y las ventas de las bandas más recientes, teniendo como referencia a Geffen Records con Aerosmith, quienes hicieron lo mismo en 1987. Rarebell, que vivía en ese tiempo en Los Ángeles, sabía que tarde o temprano tendrían que tomar aspectos de ese subgénero porque imperaba en California, uno de los estados en donde más éxito tenía Scorpions. Como la banda rechazó el aspecto visual pomposo de artistas como Poison, PolyGram optó por modificar solo su vestuario, así que les consiguió un sastre y 
«otro tipo nos puso en elástico y plástico», según Rarebell. Derek Schulman, uno de los altos mandos de la compañía, señaló que fue más o menos una imposición, pero la banda también quería seguir la corriente con el objetivo de mantenerse en el mercado estadounidense. Más tarde, él contó que este cambio pretendía aumentar las ventas de discos en los Estados Unidos, pero la gente terminó asociando a la banda en el glam metal, cuando en realidad no eran parte de ese movimiento en absoluto.

## Grabación
El sonido del álbum Hysteria de Def Leppard, publicado en 1987, había repercutido en la industria debido a su avanzada
tecnología. El guitarrista Matthias Jabs contó que todos querían replicarlo, así que se armó una especie de «(...) batalla de los productores y nosotros [las bandas] estábamos al medio». De igual manera, Rudolf Schenker relató que Dierks no quedó ajeno a ello y «quería ser un segundo Robert Lange [productor de Hysteria] con más producción, baterías computarizadas y cosas como esas». Como la banda no quería seguir ese camino, sintió que estaba en medio de una «dictadura» liderada por el productor y ya no eran el mismo equipo de trabajo de antaño. El conflicto durante la producción motivó a Schenker a trabajar en su propio estudio llamado Scorpio Sound, acondicionado en su nueva casa cerca de Hannover. Todos los músicos —a excepción de Rarebell— vivían cerca del guitarrista, por lo que se sentían más cómodos trabajando en ese lugar que en el de Dierks. El trabajo realizado en el estudio de Schenker recibió créditos en la contraportada como grabaciones adicionales.
El plan original de la banda era comenzar la grabación a finales de 1985 y tenerla lista a más tardar en septiembre de 1986. No obstante, el desacuerdo entre los músicos y Dierks atrasó todo el proceso, por lo que al final comenzó entre finales de 1986 y principios de 1987, y terminó en marzo de 1988. En total, el álbum tardó cerca de dos años y medio en estar listo, contando la preproducción. Las sesiones se realizaron en los estudios Dierks en Colonia (Alemania) y acontecieron principalmente en la sala tres, la más moderna y grande del edificio. Creada originalmente para ser un set de televisión, poseía una enorme mesa de mezclas de audio Solid State Logic (SSL) y las más modernas maquinarias de grabación. Por su parte, el overdubbing de las guitarras y las voces las hicieron en las salas uno y dos. Los equipos permitían hacer la grabación de forma digital, método que ya habían usado en Love at First Sting y que no fue del agrado de Schenker en su momento. Esto posibilitaba al productor a «copiar y pegar partes de música o mover partes hacia atrás o hacia adelante», de acuerdo con el bajista Francis Buchholz.
El uso excesivo de la tecnología no le gustó a algunos músicos porque sentían que no sonaba natural. Schenker afirmó que la digitalización y el tipo de programación hacían que el álbum sonora «rígido» y «no se sintiera el toque humano». El guitarrista lo llamó un punto bajo en la carrera de la banda debido a la manera en cómo se registró y, aunque criticó a Dierks por imponer sus ideas, señaló que ellos eran culpables de no haber exigido una mejor producción. Una vez terminada la grabación, la mezcla se llevó a cabo en los estudios Battery de Londres y la masterización en Masterdisk de Nueva York. Con el nombre preliminar de Passion Ruler, Savage Amusement —apelativo escogido por Rarebell— fue el último álbum grabado con Dieter Dierks, ya que luego de su publicación la banda no renovó el contrato con el productor.

## Composición

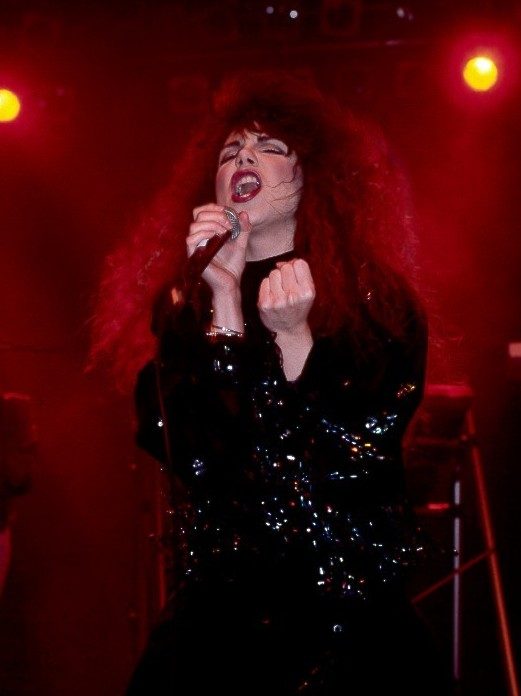
La canadiense Lee Aaron (en la imagen de 1987) colaboró en los coros de la canción «Rhythm of Love»

El estilo de composición reflejó este cambio sonoro impulsado por PolyGram, ya que, a diferencia de sus álbumes anteriores, las canciones estaban «llenas de clichés y de música forzada», según el crítico Martin Popoff. La pista inicial, «Don't Stop at the Top», era un claro ejemplo de esta nueva cualidad musical hecha en el estudio porque el sonido de las guitarras poseía un efecto digital, aunque poco detectable para los oídos comunes. No obstante, era un heavy rock potente, cuya letra, escrita por el vocalista Klaus Meine y el baterista Herman Rarebell, entrega un mensaje positivo de que no hay que detenerse después de conseguirlo todo y que siempre se puede aspirar a algo más. «Rhythm of Love» tiene un groove melódico y un estribillo pegadizo que lo «hace digno de su estatus de semi-éxito». En el coro participó la cantante canadiense Lee Aaron, cuya colaboración se debió a Dierks. Ella recordó que su sello discográfico buscó al productor para grabar unas cosas en vivo durante su gira por Alemania en 1987. Para entonces, la banda grababa la canción y quería unos tonos agudos para el estribillo, pero ninguna de las personas que estaban allí podían conseguir el registro que necesitaban; Udo Dirkschneider y Don Dokken fueron algunas de ellas, según la vocalista. Fue entonces cuando Dierks la recomendó y en un día grabó esas partes vocales.
Considerada por Rarebell como su composición «favorita de todos los tiempos» y una de sus «mejores pistas de batería» por su toque funky, la música de «Passion Rules the Game» la creó por medio de ese instrumento. Junto con Meine escribieron la letra y su significado, desde la filosofía de Rarebell, trata de «ponerle pasión a las cosas para que resulten». Si bien Popoff señala que es una de las típicas canciones comerciales de la banda, aunque con aires de glam metal, el baterista la llamó «subestimada» y que «podría haber tenido un mayor éxito». «Media Overkill» es la prueba fehaciente de la «dura actitud» de Dierks durante la grabación, porque en ella hay capas de efectos de estudio. El riff de guitarra es liderado por el talk box de Jabs y su música está posicionada entre un rock tradicional y un hard rock melódico. Por su parte, su letra trata sobre el exceso y la inmediatez de los medios, de cierto modo, trataba sobre el futuro, el «actual presente» según Schenker. «Walking On the Edge» es una power ballad en que «la melodía resalta en alguna parte, y en el verso esta vez, no en el estribillo» de acuerdo con Popoff.
«We Let it Rock...You Let it Roll» es una canción «roquera, malévola y retumbante» donde «la banda se inclina por interesantes partes de twin guitars rítmicas». A pesar de que Popoff en su análisis recalcó su «letra sin sentido», la llamó «la mejor pista del álbum y con un gran potencial» en términos de heavy rock. La introducción de «Every Minute Every Day» parte con el bajo y la batería, mientras que el riff de la guitarra hace de «punto de encuentro»; según Meine, así funciona el groove. En esa sección, además, hay un coro en donde participó como artista invitado el bajista de Accept, Peter Baltes. «Love On the Run» es «la más pesada, rápida y thrashera» del álbum. Escrita por Schenker, Meine y Rarebell, trata sobre la fama, el dinero y la posición de los músicos ante el amor. «Believe In Love» es otra power ballad que, como dice su título, es acerca de creer en el amor, la cual posee «preciosas melodías, un buen estribillo y un gran hook», según Meine.

## Lanzamiento y portada

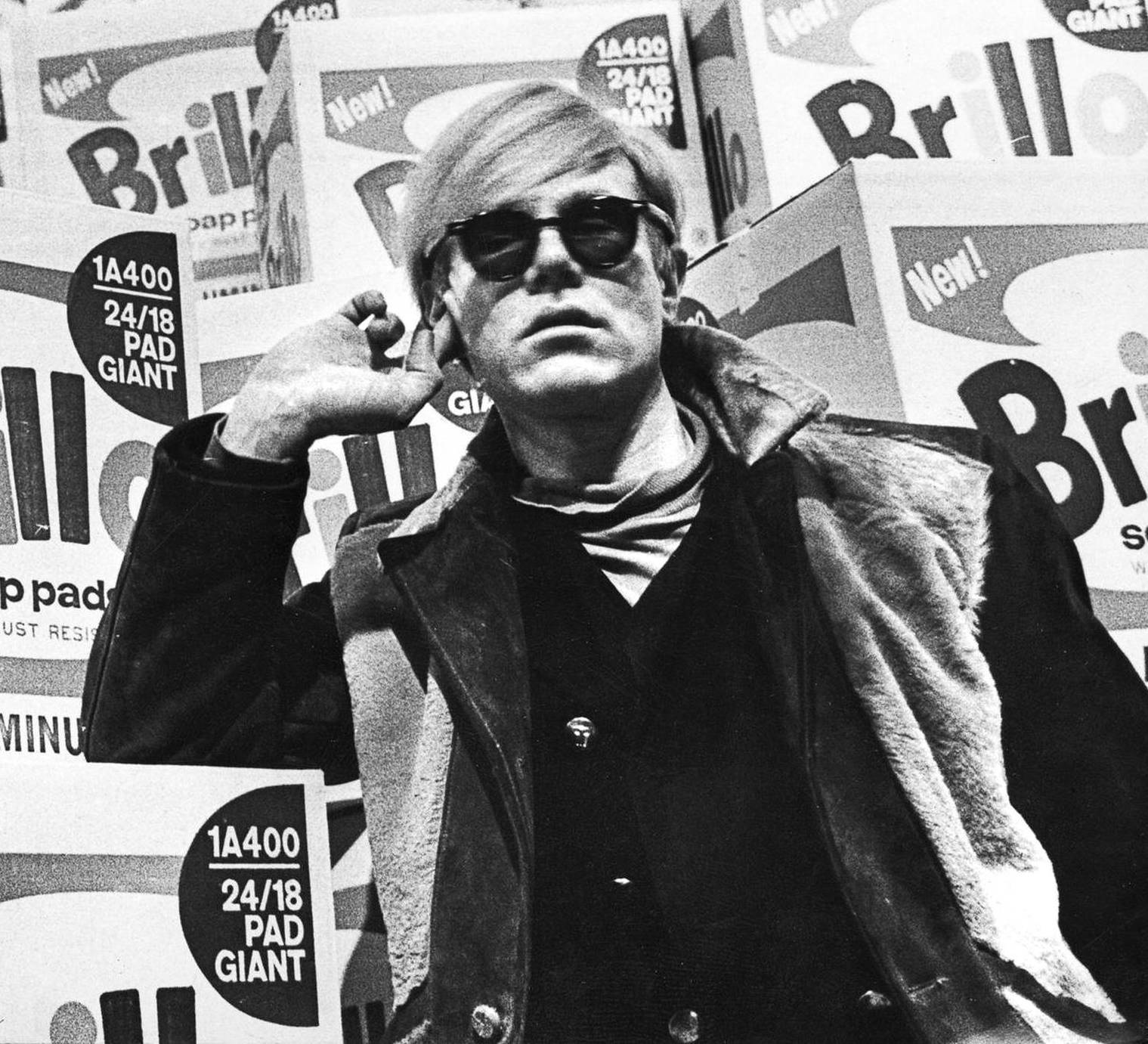
La banda había contactado al artista Andy Warhol para realizar la portada. Sin embargo, no pudieron concretar la colaboración debido a la alta cifra de dinero que exigía

Savage Amusement salió a la venta el 16 de abril de 1988 a través de los sellos Harvest/EMI para Europa y por Mercury Records para los Estados Unidos. Cabe señalar que este fue el último lanzamiento de Scorpions con Harvest Records. La portada muestra a una mujer semiacostada con una mano cubriéndose la cara y con sus piernas convirtiéndose en una cola de escorpión. Creada por el artista Pat Gorman del estudio de diseño Manhattan Design de Nueva York, Meine contó que no recordaban de dónde provino la idea. Originalmente habían contactado a Andy Warhol para que les hiciera la carátula y, aunque aceptó, no pudieron concretar debido a la alta cifra de dinero que exigía. Schenker recordó que pidió 75 000 dólares y los derechos, por lo que no «salían las cuentas»; más tarde, señaló que fue un error no haberlo aceptado.

## Promoción

### Sencillos
Para promocionar el álbum se lanzaron tres sencillos en un lapso menor a un año: «Rhythm of Love», «Believe In Love» y «Passion Rules the Game». El primero de ellos, «Rhythm of Love», salió a la venta el 16 de mayo de 1988 y tuvo un éxito regular en las listas musicales. En los Estados Unidos, llegó hasta el puesto 75 en el Hot 100 y al 6 en el Mainstream Rock Tracks, ambas desarrolladas por la revista Billboard. En los mercados europeos, por su parte, alcanzó las posiciones 59, 18, 8 y 4 en los recuentos de sencillos del Reino Unido, Suecia, Francia y Polonia, respectivamente. «Believe In Love», editado el 15 de agosto de 1988, únicamente ingresó en el Mainstream Rock estadounidense y en la lista francesa, y consiguió las casillas 12 y 89 como máximas posiciones, respectivamente. Meses más tarde, el 20 de febrero de 1989, se publicó el tercer y último sencillo «Passion Rules the Game», y alcanzó solamente el puesto 74 en el UK Singles Chart británico y el quinto en el French Singles Chart francés.
A su vez, los tres sencillos tuvieron videoclips. El de «Rhythm of Love» se grabó a mediados de 1988 en Hollywood (Los Ángeles) y lo dirigió Marty Callner. El video «mezclaba la ciencia ficción, guapas mujeres en posiciones comprometedoras y a Scorpions tocando la canción con vestimenta glam y peinados llamativos», cuya protagonista y «principal interés sexual» era la modelo y actriz Joan Severance. Asimismo, en agosto del mismo se anunció el lanzamiento del video musical de «Believe in Love», dirigido nuevamente por Callner. Con la dirección de Jeff Zimmerman, en noviembre terminaron de registrar el de «Passion Rules the Game», cuya grabación se llevó a cabo con cinco cámaras en un concierto en vivo en el Kansas Coliseum de Wichita (Kansas).

### Gira de conciertos

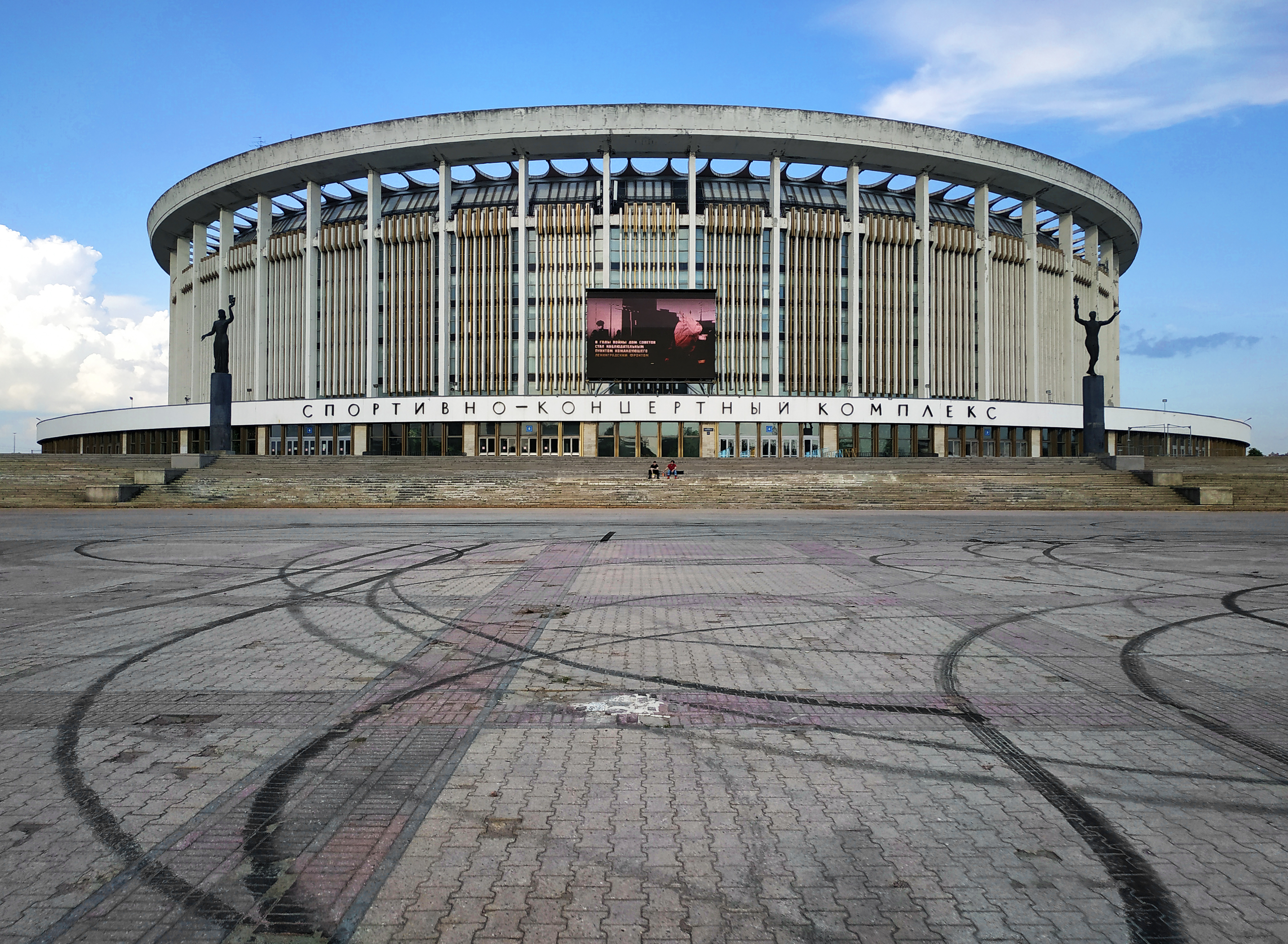
Scorpions dio diez conciertos en el recinto Lenin Sports and Concert Complex de Leningrado, entre el 17 y el 26 de abril de 1988

La gira promocional Savage Amusement Tour comenzó el 17 de abril de 1988 en Leningrado (Unión Soviética), un día después del lanzamiento oficial del álbum. Originalmente la banda iba tocar cinco conciertos en esa ciudad y cinco en Moscú, pero las autoridades locales cancelaron las fechas en la capital ante el miedo de que la euforia de los jóvenes provocara disturbios. Por ello, a modo de compensación, tales presentaciones las añadieron a las ya contempladas en Leningrado. En total, el grupo dio diez presentaciones en el recinto Lenin Sport & Concert Complex de mencionada urbe, entre el 17 y 26 de abril. Apoyados por los soviéticos Gorky Park como teloneros, los diez conciertos fueron «todo vendido», por lo que tocaron ante 150 000 personas. Posteriormente, fueron parte del cartel del festival Monsters of Rock realizado en los Estados Unidos como una gira. Liderado por Van Halen, la banda compartió escenario además con Dokken, Metallica y Kingdom Come. Aunque la productora a cargo del evento pretendía reunir entre 1,7 y 2 millones de personas, las bajas ventas de boletos en los conciertos de la costa este mermó las cifras esperadas. A pesar de aquello, Scorpions tocó en los veintisiete conciertos dados en veintitrés ciudades entre el 27 de mayo y el 30 de julio.
El 9 de agosto la banda volvió a los Estados Unidos ahora como acto principal. Para entonces, Scorpions había cambiado de management, ya que para esta sección eran promocionados por la empresa de Doc McGhee. Aunque no hay una declaración formal del por qué renunciaron a la de David Krebs, su otrora mánager señaló que hubo desacuerdos con respecto al Monsters of Rock, cuya participación consideró como un «error». Con presentaciones por los Estados Unidos y Canadá, la sección norteamericana comenzó el 9 de agosto y terminó el 29 de octubre, donde fueron acompañados por Kingdom Come hasta el 28 de septiembre y desde el 30 del mismo mes hasta la última fecha por Winger. Sin embargo, Scorpions quería a Gorky Park como teloneros para tener por primera vez a una banda soviética y a una alemana sobre escenarios estadounidenses, y así establecer un hito histórico. Por otro lado, en la primera parte por Europa tuvieron a Cinderella como teloneros y se llevó a cabo el 29 de noviembre y el 22 de diciembre.
Las fechas de 1989 solo se realizaron en países europeos, entre el 3 de enero y el 8 de marzo, en donde visitaron doce naciones e inicialmente los acompañó Cinderella y Vixen, y posteriormente House of Lords. Cabe señalar que la elección de los teloneros se debió a que eran parte de la empresa de McGhee o de PolyGram. El tour culminó el 13 de agosto en el festival Moscow Music Peace Festival realizado en Moscú, evento inspirado por el positivo resultado de sus presentaciones por la Unión Soviética en abril de 1988.

## Recepción

### Crítica especializada
Savage Amusement recibió reseñas mixtas por parte de la prensa especializada. La revista Billboard lo nombró uno de los «destacados» en la semana del 23 de abril de 1988 y señaló que la banda «da pasos agigantados» con su primer lanzamiento después de Love at First Sting, en que «Polygram empuja con "Rhythm of Love" y "Believe in Love" ("Walking on the Edge" brilla también), pero no tendrá que trabajar duro; las masas se servirán esto por su cuenta». A los días después, Yvonne Olson de la misma publicación comentó que era un álbum «realmente sólido», que «debería abrirlos a un público más amplio». La también estadounidense Cashbox mencionó que «debería lograr rápidamente increíbles victorias en las listas de éxitos y ventas de los Estados Unidos», además consideró que «la radio de AOR tendrá un día de campo con casi todos los cortes del LP» como «Rhythm of Love», «Walking on the Edge», «Every Minute Every Day» y «Love On the Run». Music & Media reseñó que la banda «continúa con un repertorio comparable con los más altos estándares del hard rock angloamericano» y que hay «canciones dramáticas y llenas de ganchos», «arreglos interesantes y bien elaborados» y «una guitarra excelente, a veces melódica». Al finalizar, citó como «cortes clave» a «Media Overkill», «Every Minute Every Day» y «Don't Stop at the Top». Kannan Chandran, del diario The Straits Times, señaló que las canciones tenían generalmente una naturaleza más melódica y demuestran una madurez por parte de la banda, pero «esto no quiere decir que perdieron su aguijón, solo que ahora tienen un alcance mucho más amplio».
Barry Weber del sitio AllMusic comentó que Scorpions experimenta con «melodías pop más pulidas que Def Leppard», cuyo resultado es «música pulida y, a menudo, predecible que, si bien es buena, en general no logra ser tan contagiosa como la música de sus álbumes anteriores», así que «(...) Savage Amusement es incomparable con sus predecesores [en alusión a Blackout y Love at First Sting]». El crítico canadiense Martin Popoff indicó que «el enorme trabajo y el pensamiento que se dedicó a él, ayudaron a convertirlo en un álbum no exento de momentos dignos»  Además, mencionó que algunas de sus canciones le dan consistencia y que «la banda y Dieter elaboran una especie de hair metal con seriedad, muy parecido a McAuley Schenker Group por aquel tiempo». Paul Sexton, en su reseña para UDiscover Music, señaló que «algunos fanáticos expresaron su decepción con el nuevo lanzamiento, que se produjo cuando Def Leppard estaba subiendo la apuesta del rock con su sonido mundial. Pero todavía hubo algunos momentos de rock enérgico en el disco, especialmente en "We Let It Rock... You Let It Roll" y "Love on the Run"».
Eduardo Rivadavia de Ultimate Classic Rock lo llamó «decepcionante» y afirmó que Scorpions había perdido «su veneno». Asimismo, escribió que «(...) nunca se pareció, más que a una pálida imitación de las maravillas tecnológicas sintéticas y de creación de canciones prístinas de su musa [Hysteria de Def Leppard]». En su lista de los álbumes de la banda ordenados de peor a mejor, Rivadavia posicionó a Savage Amusement en el puesto 15 y en aquella oportunidad comentó que era un «disparate de Dieter Dierks» por presionar a la banda para que hicieran una respuesta a Hysteria. En definitiva: «Este LP sobrecargado de tecnología se adaptó brevemente a algunos gustos del pop metal, pero pasó de moda rápidamente y apagó a muchos fanáticos de toda la vida». En un recuento similar, Malcolm Dome de Classic Rock lo ubicó en el puesto diez e indicó que, a pesar de carecer de clásicos, «"Rhythm of Love" y "Believe in Love" se mantienen firmes». Aun así, el álbum «logró demostrar que los Scorpions no habían perdido por completo su aguijón». Fraser Lewry, también de Classic Rock, en la revisión a los álbumes remasterizados para celebrar el 50.º aniversario de la banda, indicó: «Sigue a Def Leppard por el camino hacia el nirvana pulido y amigable con la radio, pero tropieza en el camino y termina perdido y luchando por encontrar una dirección, pero es un desliz raro». En una reseña para la caja recopilatoria Box of Scorpions, Adrien Begrand de Popmatters consideró a Savage Amusement como «sobreproducido» y «era poco más que otro álbum de metal vacío en una escena invadida por ellos».

### Comercial

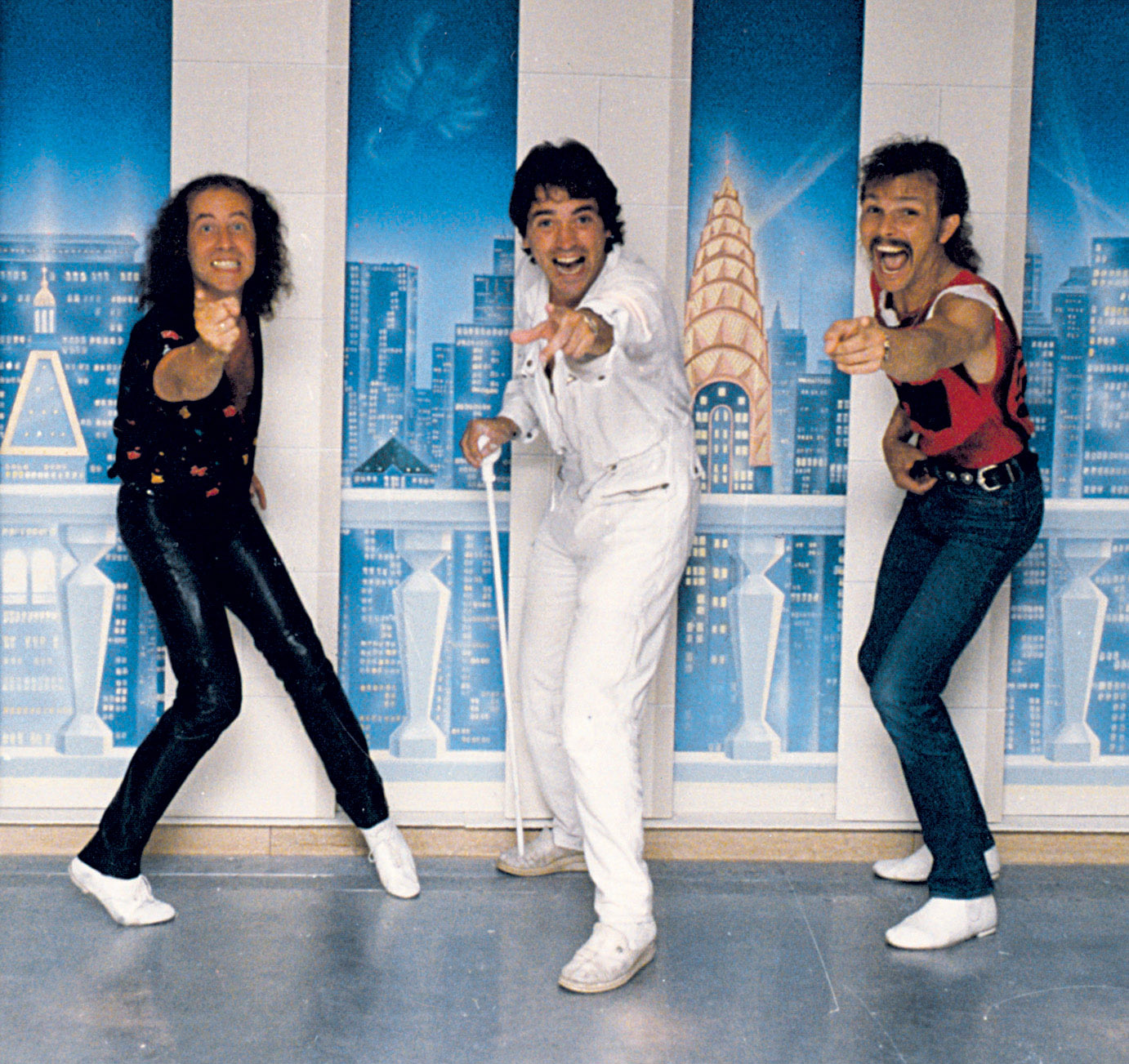
Klaus Meine, Rudolf Schenker y el artista alemán Rainer Maria Latzke frente al mural de Latzke en el estudio de grabación de Schenker, en 1988

Una vez que salió al mercado, Savage Amusement logró muy buenas posiciones en las principales listas musicales. En Alemania, debutó en el puesto 7 en el Media Control Charts y a la semana siguiente alcanzó el cuarto lugar como máxima posición, mientras que en 1988 la Bundesverband Musikindustrie (BVMI) le entregó un disco de oro por vender más de 250 000 copias. En Finlandia, llegó hasta la cima en el Suomen virallinen lista y en el mismo año la Musiikkituottajat le confirió un disco de oro por superar las 25 000 unidades comercializadas. Asimismo, la organización estimó las ventas del disco en 34 906 a mediados de los años 2000. Por su parte, en Suecia debutó en el segundo lugar en el recuento Sverigetopplistan y también fue certificado con disco de oro en representación a 50 000 copias vendidas en el país. En Suiza, logró la casilla cinco en la lista Schweizer Hitparade y en 1989 la filial local de la Federación Internacional de la Industria Fonográfica lo certificó con un disco de oro. En Francia, alcanzó el puesto 16 en la lista musical local y en 1988 la Syndicat National de l'Édition Phonographique (SNEP) le confirió un disco de oro en representación a 100 000 copias comercializadas. Hasta el 2018, la empresa francesa Infodisc estimó sus ventas en ese país en 126 100 unidades, sin tener en cuenta el streaming.
En los demás países europeos, Savage Amusement se situó en la quinta posición del VG-lista de Noruega; en la décima séptima del Top 100 Artisti de Italia; en la décima octava tanto en el UK Albums Chart del Reino Unido como en el Ö3 Austria Top 40 de Austria; en la vigésima tercera del Top 100 Álbumes de España y en la vigésima cuarta del Dutch Top 100 Albums de los Países Bajos. El 14 de mayo de 1988, debutó en la casilla 27 en el conteo European Top 100 Albums desarrollada por la revista Music & Media y el 11 de junio del mismo alcanzó la sexta como máxima posición. En cuanto a los mercados asiáticos, el álbum se posicionó en el puesto 32 en el Japan Albums Chart elaborada por la compañía Oricon en Japón. En Malasia, Savage Amusement fue el álbum de rock más vendido del sello EMI Records y para 1989 la aquel entonces Malaysian Association of Phonogram and Videogram Producers and Distributors (MAPV) lo certificó de disco de oro por superar las 20 000 copias vendidas. De acuerdo a un medio alemán, este hecho posicionó a Scorpions como la primera banda occidental en lograr una certificación discográfica de parte de MAPV. Por su parte, la organización internacional World Wide Awards (WWA) le entregó un disco de oro por exceder las 500 000 copias solo en Europa.
En los Estados Unidos, el 4 de junio de 1988 llegó hasta la quinta posición en el Billboard 200 y permaneció en la lista por 43 semanas en total. Cabe señalar que Savage Amusement fue el primer y único top cinco que la banda tuvo en esa lista y es su álbum que menos tiempo se demoró en entrar entre los diez álbumes más vendidos, ya que solo le tomó tres semanas en comparación a Blackout (trece semanas) y Love at First Sting (cinco semanas). De igual manera, el 14 de mayo se situó en el puesto 7 en la específica Top Compact Disks, también realizada por la revista Billboard. En los recuentos desarrollados por Cashbox, el álbum obtuvo las casillas 8 en el Top 100 Albums; 6 en el Top 40 Compact Discs y 28 en el Micro Chart Heavy Metal. El 20 de junio de 1988, la Recording Industry Association of America (RIAA) le entregó tanto el disco de oro como el de platino, en representación a un millón de copias vendidas. Por otra parte, en Canadá escaló hasta la posición 25 en la lista Top 100 Albums elaborada por la revista RPM. Asimismo, la entonces Canadian Recording Industry Association (CRIA) le entregó un disco de oro el 28 de abril de 1988 y el 23 de junio del mismo año el de platino, por superar las 100 000 copias vendidas.

## Edición del 50.º aniversario
El 6 de noviembre de 2015, como parte de la celebración del 50.º aniversario de la banda, el disco se remasterizó bajo el nombre de Savage Amusement 50th Anniversary. Esta reedición contó con seis pistas adicionales: una versión de Can't Explain de The Who, las maquetas de las canciones descartadas «Taste of Love» y «Fast and Furious» y las versiones demo de «Edge of Time», «Living for Tomorrow» y «Dancing with the Moonlight». Adicionalmente, incluyó un DVD con el video completo de To Russia With Love and Other Savage Amusement y los videos musicales de «Rhythm of Love», «Passion Rules the Game», «Believe In Love» y «Can't Explain». Por último, se añadió un documental sobre la historia del álbum que posee entrevistas a Klaus Meine, Rudolf Schenker, Matthias Jabs y Herman Rarebell.

## Lista de canciones
| N.º | Título                             | Escritor(es)              | Duración |  |
| 1.  | «Don't Stop At The Top»            | Schenker, Meine, Rarebell | 4:04     |  |
| 2.  | «Rhythm of Love»                   | Schenker, Meine           | 3:50     |  |
| 3.  | «Passion Rules the Game»           | Meine, Rarebell           | 4:00     |  |
| 4.  | «Media Overkill»                   | Schenker, Meine           | 3:35     |  |
| 5.  | «Walking on the Edge»              | Schenker, Meine           | 5:10     |  |
| 6.  | «We Let It Rock...You Let It Roll» | Schenker, Meine           | 3:40     |  |
| 7.  | «Every Minute Every Day»           | Schenker, Meine           | 4:23     |  |
| 8.  | «Love On The Run»                  | Schenker, Meine, Rarebell | 3:40     |  |
| 9.  | «Believe In Love»                  | Schenker, Meine           | 5:30     |  |

| Pistas adicionales en versión 50th Anniversary |                                                                           |                    |          |  |
| N.º                                            | Título                                                                    | Escritor(es)       | Duración |  |
| 10.                                            | «Taste of Love» (versión demo)                                            | Schenker, Rarebell | 4:38     |  |
| 11.                                            | «Edge of Time» (versión demo)                                             | Schenker, Meine    | 3:42     |  |
| 12.                                            | «Fast and Furious» (versión demo)                                         | Jabs               | 3:11     |  |
| 13.                                            | «Dancing in the Moonlight» (versión demo de «Dancing with the Moonlight») | Meine, Jabs        | 3:09     |  |
| 14.                                            | «Living for Tomorrow» (versión demo)                                      | Schenker, Meine    | 3:39     |  |
| 15.                                            | «Can't Explain» (versión demo - cover de The Who)                         | Pete Townshend     | 4:37     |  |

| DVD - Edición 50th Anniversary |                                                  |          |  |
| N.º                            | Título                                           | Duración |  |
| 1.                             | «To Russia With Love and Other Savage Amusement» | 44:05    |  |
| 2.                             | «Rhythm of Love» (video musical)                 | 3:41     |  |
| 3.                             | «Passion Rules the Game» (video musical)         | 4:08     |  |
| 4.                             | «Believe In Love» (video musical)                | 4:05     |  |
| 5.                             | «Can't Explain» (video musical)                  | 2:53     |  |
| 6.                             | «The Story of Savage Amusement» (documental)     | 14:48    |  |

## Posicionamiento en listas musicales
| País/Continente | Lista (1988-1989)               | Posición |
| --------------- | ------------------------------- | -------- |
| Alemania        | Media Control Charts            | 4        |
| Austria         | Ö3 Austria Top 40               | 18       |
| Canadá          | RPM Top 100 Albums              | 25       |
| España          | Top 100 Álbumes                 | 23       |
| Estados Unidos  | Billboard 200                   | 5        |
| Estados Unidos  | Billboard Top Compact Disks     | 7        |
| Estados Unidos  | Cashbox Top 100 Albums          | 8        |
| Estados Unidos  | Cashbox Top 40 Compact Discs    | 6        |
| Estados Unidos  | Cashbox Micro Chart Heavy Metal | 28       |
| Europa          | European Top 100 Albums         | 6        |
| Finlandia       | Suomen virallinen lista         | 1        |
| Francia         | French Albums Chart             | 16       |
| Italia          | Top 100 Artisti                 | 17       |
| Japón           | Japan Albums Chart              | 32       |
| Noruega         | VG-lista                        | 5        |
| Países Bajos    | MegaCharts                      | 24       |
| Reino Unido     | UK Albums Chart                 | 18       |
| Suecia          | Sverigetopplistan               | 2        |
| Suiza           | Swiss Music Charts              | 5        |
| País            | Lista (2015)                    | Posición |
| Japón           | Japan Albums Chart              | 56       |
| Bélgica         | Ultratop                        | 117      |

| País/Continente | Lista (1988)            | Posición |
| --------------- | ----------------------- | -------- |
| Alemania        | Media Control Charts    | 18       |
| Canadá          | RPM Top 100 Albums      | 93       |
| Estados Unidos  | Billboard 200           | 33       |
| Estados Unidos  | Cashbox Top 50 Albums   | 33       |
| Europa          | European Top 100 Albums | 34       |
| Francia         | French Albums Chart     | 54       |
| Italia          | Top 100 Artisti         | 89       |

## Certificaciones
| País/Región              | Organismo certificador | Certificación | Ventas certificadas | Ref.   |
| ------------------------ | ---------------------- | ------------- | ------------------- | ------ |
| Alemania                 | BVMI                   | Oro           | 250 000             | [ 60 ] |
| Canadá                   | CRIA                   | Platino       | 100 000             | [ 91 ] |
| Estados Unidos           | RIAA                   | Platino       | 1 000               | [ 89 ] |
| Finlandia                | Musiikkituottajat      | Oro           | 25 000              | [ 62 ] |
| Francia                  | SNEP                   | Oro           | 100 000             | [ 68 ] |
| Malasia                  | MAPV                   | Oro           | 20 000              | [ 79 ] |
| Suecia                   | GLF                    | Oro           | 50 000              | [ 64 ] |
| Suiza                    | IFPI - Suiza           | Oro           | 25 000              | [ 66 ] |
| Certificaciones globales |                        |               |                     |        |
| Europa                   | World Wide Awards      | Oro           | 500 000             | [ 81 ] |

## Créditos
| - Klaus Meine: voz y coros - Rudolf Schenker: guitarra rítmica y líder, guitarra acústica y coros - Matthias Jabs: guitarra líder, rítmica y acústica, slide, talk box y coros - Francis Buchholz: bajo y coros - Herman Rarebell: batería y coros Músicos invitados - Lee Aaron: coros en «Rhythm of Love» - Peter Baltes: coros en «Every Minute Every Day» | - Dieter Dierks: producción e ingeniería de sonido - Dieter Dierks, Mike Shipley, Nigel Green y Scorpions: mezcla - Jürgen Joisten, Mark Flannery, Peter Brandt: asistencia de mezcla - Gerd Rautenbach e Ian Taylor: ingeniería de sonido - Howie Weinberg: masterización - Dieter Wegner: remasterización - Pat Gorman: diseño de portada - Hans-Martin Buff y Hendrik Otten: mezcla en las pistas adicionales - Martin Lanzerath: producción ejecutiva en las pistas adicionales |

Fuente: Contraportada de Savage Amusement (versión de 2015) y página web oficial de Scorpions